# Боай
Боай (кит. упр. 博爱, пиньинь Bó'ài) — уезд городского округа Цзяоцзо провинции Хэнань (КНР). Название означает «всеобщая любовь» и является цитатой из высказывания Сунь Ятсена.

## История
Изначально эти места входили в состав созданного при империи Хань уезда Еван (野王县). При империи Суй в 596 году он был переименован в Хэнэй (河内县). При империи Тан в 620 году из него был выделен уезд Тайхан (太行县), но уже в 621 году уезд Тайхан был вновь присоединён к уезду Хэнэй. После Синьхайской революции в Китае была проведена реформа административного деления, и в 1913 году  уезд Хэнэй был переименован в Циньян (沁阳县).
В 1927 году управлявший провинцией Фэн Юйсян по просьбе генерала Цзи Хунчана выделил восточную часть уезда Циньян в отдельный уезд. В качестве названия уезда была взята последняя часть из призыва Сунь Ятсена стремиться к «свободе, народоуправлению, равенству и всеобщей любви», и уезд получил название «всеобщая любовь».
Во время войны с Японией уезд был в 1938 году оккупирован японскими войсками. Оккупационные власти переименовали уезд в Цинхуа (清化县). По окончании войны уезду в 1945 году было возвращено прежнее название.
После капитуляции Японии во Второй мировой войне коммунистами 8 сентября 1945 года на смежных территориях уездов Сюу и Боай был создан город Цзяоцзо (焦作市). Затем во время гражданской войны эти места были захвачены гоминьдановскими войсками, и в феврале 1948 года город Цзяоцзо был преобразован в уезд Цзяоцзо (焦作县). В октябре 1948 года эти места вновь перешли под контроль коммунистов.
После победы в гражданской войне коммунистами была в августе 1949 года создана провинция Пинъюань, и эти места вошли в состав созданного одновременно Специального района Синьсян (新乡专区) провинции Пинъюань. В октябре 1949 года уезд Цзяоцзо был преобразован в Горнодобывающий район Цзяоцзо (焦作矿区). 30 ноября 1952 года провинция Пинъюань была расформирована, и Специальный район Синьсян перешёл в состав провинции Хэнань. В 1956 году Горнодобывающий район Цзяоцзо был преобразован в город Цзяоцзо.
В 1956 году уезды Сюу и Боай перешли под юрисдикцию Цзяоцзо. В 1960 году уезды Сюу и Боай были присоединены к городу Цзяоцзо, но 1961 году были восстановлены и вновь перешли под юрисдикцию Специального района Синьсян. В 1967 году Специальный район Синьсян был переименован в округ Синьсян (新乡地区). В 1983 году уезд вошёл в состав городского округа Цзяоцзо.

## Административное деление
Уезд делится на 2 уличных комитета, 5 посёлков и 2 волости.